# As Cariocas (telessérie)
As Cariocas é uma série de televisão brasileira coproduzida pela Rede Globo e Lereby Produções. Criada por Daniel Filho, com inspiração no livro homônimo de Sérgio Porto, foi escrita por Adriana Falcão, Clarice Falcão, Cláudia Tajes, Gregório Duvivier e Marcelo Saback; contando com redação final de Euclydes Marinho. A direção foi de Daniel Filho, Cris D’Amato e Amora Mautner.
A série estreou no dia 19 de outubro de 2010, se encerrando em 21 de dezembro do mesmo ano. Foi exibida em 10 episódios, independentes entre si, cada um protagonizado por uma atriz e situado em um bairro diferente do Rio de Janeiro. O programa foi ao ar às terças-feiras, às 22:45min. O sucesso da série originou mais tarde um spin-off, de nome As Brasileiras. Este, porém não atingiu o mesmo IBOPE.
Contou com Angélica, Alessandra Negrini, Paolla Oliveira, Cíntia Rosa, Grazi Massafera, Sônia Braga, Deborah Secco, Fernanda Torres, Alinne Moraes e Adriana Esteves nos papéis principais.

## Episódios
A série foi distribuída em 10 episódios:
| Episódio                    | Estrelado por                                                              | Dia de exibição        |
| --------------------------- | -------------------------------------------------------------------------- | ---------------------- |
| "A Noiva do Catete"         | Alinne Moraes, Ângelo Antônio, Nelson Baskerville e Pedro Nercessian       | 19 de outubro de 2010  |
| "A Vingativa do Méier"      | Adriana Esteves, Aílton Graça, Agildo Ribeiro, Bárbara Paz e Myrian Pérsia | 26 de outubro de 2010  |
| "A Atormentada da Tijuca"   | Paola Oliveira e Gabriel Braga Nunes                                       | 2 de novembro de 2010  |
| "A Invejosa de Ipanema"     | Fernanda Torres, Guilherme Fontes, Luis Gustavo e Lavínia Vlasak           | 9 de novembro de 2010  |
| "A Internauta da Mangueira" | Cintia Rosa e Du Moscovis                                                  | 16 de novembro de 2010 |
| "A Adúltera da Urca"        | Sônia Braga, Antônio Fagundes e Regina Duarte                              | 23 de novembro de 2010 |
| "A Desinibida do Grajaú"    | Grazi Massafera e Marcelo D2                                               | 30 de novembro de 2010 |
| "A Iludida de Copacabana"   | Alessandra Negrini, Eriberto Leão, Thiago Lacerda e Roberta Rodrigues      | 7 de dezembro de 2010  |
| "A Suicida da Lapa"         | Deborah Secco e Cássio Gabus Mendes                                        | 14 de dezembro de 2010 |
| "A Traída da Barra"         | Angélica e Luciano Huck                                                    | 21 de dezembro de 2010 |

## Elenco
| Intérprete         | Personagem   | Episódio                    |
| ------------------ | ------------ | --------------------------- |
| Alinne Moraes      | Nadia        | "A Noiva do Catete"         |
| Adriana Esteves    | Celi         | "A Vingativa do Méier"      |
| Paola Oliveira     | Clarissa     | "A Atormentada da Tijuca"   |
| Fernanda Torres    | Cris         | "A Invejosa de Ipanema"     |
| Cintia Rosa        | Gleicy       | "A Internauta da Mangueira" |
| Sônia Braga        | Júlia        | "A Adúltera da Urca"        |
| Grazi Massafera    | Michele      | "A Desinibida do Grajaú"    |
| Alessandra Negrini | Marta        | "A Iludida de Copacabana"   |
| Deborah Secco      | Alice        | "A Suicida da Lapa"         |
| Angélica           | Maria Teresa | "A Traída da Barra"         |

## Repercussão

### Audiência
Os episódios "A Noiva do Catete", "A Vingativa do Méier", "A Atormentada da Tijuca", "A Internauta da Mangueira", e "A Desinibida do Grajaú" obtiveram 19 pontos de média de audiência.
O episódio "A Invejosa de Ipanema" registrou uma média de 14 pontos, tornando-se o episódio de menor audiência da série. O episódio "A Suicida da Lapa" marcou 16 pontos e é o segundo episódio a ter média inferior aos anteriores. O episódio "A Adúltera da Urca" marcou 18 pontos de audiência sendo o terceiro espisódio a ter uma media mais baixa que as anteriores.
O episódio "A Traída da Barra" marcou 21 pontos de audiência, mesmo estando disputando com a grande final do reality show da Record, "A Fazenda", que marcou 17 pontos de média. O episódio estrelado por Angélica e Luciano Huck foi, juntamente com "A Iludida de Copacabana", que obteve 21,as maiores audiências. 
O seriado, com dez episódios, marcou uma média geral de 19 pontos, uma explosão em audiência para o horário, que tem o share (número de televisores ligados) muito baixo. O seriado, conseguiu controlar a audiência do reality A Fazenda, que só o venceu por dois episódios, e com vantagem apertada.

## Diferenças entre o livro e a série
- Apenas 4 episódios da série foram baseados em crônicas do livro, que por sua vez possui 6 crônicas. Os episódios em questão foram A Noiva do Catete, A Atormentada da Tijuca, A Invejosa de Ipanema e A Desinibida do Grajaú, sendo que os outros episódios foram roteirizados especialmente para a série. Havia outras duas crônicas no livro, chamadas A Donzela da Televisão e A Currada de Madureira, mas nenhuma dessas fora adaptada para a série.[7]
- Os títulos das crônicas sofreram alterações em seus nomes para a série: A Desquitada da Tijuca virou A Atormentada da Tijuca, devido o desuso do desquite nos dias de hoje; e A Grã-Fina de Copacabana virou A Invejosa de Ipanema, sofrendo alterações inclusive no bairro ambientado. Os nomes das personagens também sofreram alterações.[7]

## Transmissão
| País                 | Canal          | Título local | Estreia                | Final                   | Horário semanal | Hora  |
| -------------------- | -------------- | ------------ | ---------------------- | ----------------------- | --------------- | ----- |
| Brasil               | Rede Globo     | As Cariocas  | 19 de outubro de 2010  | 21 de dezembro de 2010  | Terça           | 22:45 |
| Portugal             | Globo Portugal | As Cariocas  | 14 de novembro de 2012 | 16 de janeiro de 2013   | Quarta          | 21:55 |
| Estados Unidos       | Pasiones       | Las Cariocas | 23 de maio de 2014     | 25 de julho de 2014     | Sexta           | 23:00 |
| Porto Rico           | Pasiones       | Las Cariocas | 24 de maio de 2014     | 26 de julho de 2014     | Sábado          | 00:00 |
| Brasil               | Viva           | As Cariocas  | 23 de junho de 2014    | 25 de agosto de 2014    | Segunda         | 23:10 |
| México               | Pasiones       | Las Cariocas | 16 de dezembro de 2014 | 22 de dezembro de 2014  | Segunda a Sexta | 20:00 |
| Guatemala            | Pasiones       | Las Cariocas | 16 de dezembro de 2014 | 22 de dezembro de 2014  | Segunda a Sexta | 20:00 |
| Costa Rica           | Pasiones       | Las Cariocas | 16 de dezembro de 2014 | 22 de dezembro de 2014  | Segunda a Sexta | 20:00 |
| El Salvador          | Pasiones       | Las Cariocas | 16 de dezembro de 2014 | 22 de dezembro de 2014  | Segunda a Sexta | 20:00 |
| Honduras             | Pasiones       | Las Cariocas | 16 de dezembro de 2014 | 22 de dezembro de 2014  | Segunda a Sexta | 20:00 |
| Peru                 | Pasiones       | Las Cariocas | 16 de dezembro de 2014 | 22 de dezembro de 2014  | Segunda a Sexta | 21:00 |
| Equador              | Pasiones       | Las Cariocas | 16 de dezembro de 2014 | 22 de dezembro de 2014  | Segunda a Sexta | 21:00 |
| Colômbia             | Pasiones       | Las Cariocas | 16 de dezembro de 2014 | 22 de dezembro de 2014  | Segunda a Sexta | 21:00 |
| Venezuela            | Pasiones       | Las Cariocas | 16 de dezembro de 2014 | 22 de dezembro de 2014  | Segunda a Sexta | 21:30 |
| Bolívia              | Pasiones       | Las Cariocas | 16 de dezembro de 2014 | 22 de dezembro de 2014  | Segunda a Sexta | 22:00 |
| Paraguai             | Pasiones       | Las Cariocas | 16 de dezembro de 2014 | 22 de dezembro de 2014  | Segunda a Sexta | 23:00 |
| Chile                | Pasiones       | Las Cariocas | 16 de dezembro de 2014 | 22 de dezembro de 2014  | Segunda a Sexta | 23:00 |
| Argentina            | Pasiones       | Las Cariocas | 16 de dezembro de 2014 | 22 de dezembro de 2014  | Segunda a Sexta | 23:00 |
| Uruguai              | Pasiones       | Las Cariocas | 17 de dezembro de 2014 | 23 de dezembro de 2014  | Terça a Sábado  | 00:00 |
| Uruguai              | Teledoce       | Las Cariocas | 27 de janeiro de 2015  | 24 de fevereiro de 2015 | Terça e Quinta  | 22:30 |
| Bósnia e Herzegovina | RTRS           | Žene iz Rija | 18 de outubro de 2015  | 20 de dezembro de 2015  | Domingo         | 22:00 |
| Angola               | Globo ON       | As Cariocas  | 28 de novembro de 2015 | 30 de janeiro de 2016   | Sábado          | 23:00 |
| Moçambique           | Globo ON       | As Cariocas  | 29 de novembro de 2015 | 31 de janeiro de 2016   | Domingo         | 00:00 |